# 茅港尾東堡
茅港尾東堡，是台灣南部自清治時期至日治初期的一個行政區劃，其範圍即今台南市的下營區東部及官田區西北部一小塊地區。
茅港尾東堡北邊為鐵線橋堡，東邊為赤山堡，南邊為蔴荳堡，西邊為茅港尾西堡。

## 管轄街庄
茅港尾東堡共轄3個庄：
- 今下營區境內：茅港尾庄、蔴荳藔庄
- 今官田區境內：南廍庄